# 戰爭之人 (船隻)
戰爭之人（man-of-war、man-o'-war）是在16至19世紀用來表示一艘強力的戰船或巡防艦的稱法，通常用於稱呼裝備大砲且主要以帆作為主要動力的船艦，而非以槳作為主要動力的槳帆船。
戰爭之人在16世紀可以是克拉克帆船，之後亦是加利恩帆船，之後亦可是戰列艦。

## 名稱
戰爭之人表示全副武裝的士兵，一艘載滿這些士兵的船被稱作戰爭之人船（man-of-war ship），隨著持間的推移，船被省略掉，剩下戰爭之人這個稱呼。
另一種說法是，15世紀後Man（人）在某種意義上就是船的意思，因此Merchantman（商人）用來指船的話就是商船的意思；而East Indiaman（東印度人）就是東印度公司的船隻。